# Emoia nigra
Emoia nigra är en ödleart som beskrevs av  Jacquinot och GUICHENOT 1853. Emoia nigra ingår i släktet Emoia och familjen skinkar. Inga underarter finns listade i Catalogue of Life. Artepitet i det vetenskapliga namnet syftar på den svarta eller mörka kroppsfärgen.
Arten förekommer i delar av den oceaniska övärlden, däribland på Salomonöarna, Fiji, Samoa och Tonga. Den lever i låglandet och i kulliga regioner upp till 500 meter över havet. Individerna vistas i fuktiga skogar och de besöker trädgårdar. Honor lägger ägg.
Några exemplar dödas av introducerade tamkatter eller manguster. Hela populationen bedöms som stabil. IUCN listar arten som livskraftig (LC).